# Owen Wingrave

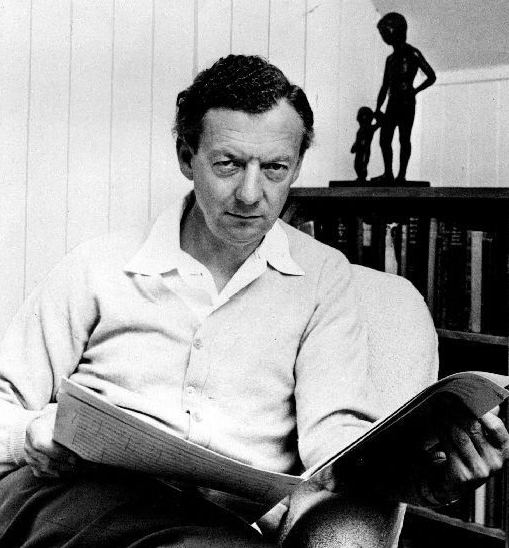
Benjamin Britten

Owen Wingrave är en opera i två akter med musik av Benjamin Britten och libretto av Myfanwy Piper efter novellen med samma namn av Henry James.

## Historia
I november 1967 fick Britten en beställning från BBC på en TV-opera. Han hade läst Henry James novell på 1950-talet och beundrade den för dess pacifistiska budskap. Redan 1962 hade han diskuterat med Myfanwy Piper om att göra om historien till ett operalibretto. Men först med det pågående Vietnamkriget fick historien en förnyad aktualitet. Britten accepterade beställningen trots att han inte var särskilt intresserad av TV, men med tanken att föreställningen så småningom skulle göras om till en scenversion. Varje rollkaraktär skrevs direkt för en specifik sångare: Brittens livspartner Peter Pears som General Sir Philip Wingrave och mezzosopranen Janet Baker som Kate Julian. Operan hade premiär den 16 maj 1971 på BBC2 och inom en vecka hade den sänts i USA och i 12 europeiska TV-kanaler. Scenversionen hade premiär den 10 maj 1973 på Covent Garden-operan i London.

### TV-inspelningen
Föreställningen hade spelats in den 22-30 november 1970. Colin Graham beskrev inspelningen som "förskräcklig" för alla inblandade:
Ben Luxon [Owen Wingrave], Janet Baker och Nigel Douglas [Lechmere] kände sig för gamla för sina roller och oroade sig över hur de skulle se ut i de skoningslösa närbilderna på TV! TV-killarna John Culshaw [producent], Brian Large [regissör] och David Myerscough-Jones [scenograf] betraktades skeptiskt av Britten - trots ett väldigt givande samarbete med John [Culshaw] under åren med skivinspelningar för Decca.
Vid tiden för inspelningen var Britten på bättringsvägen efter en operation och kunde endast ägna sig åt att spela in föreställningen på kvällstid medan dagens repetitioner med kamera och medverkande skedde på dagtid. Detta innebar att Britten ställdes inför inövade lösningar som han inte fann acceptabla. I slutet av inspelningen krävde Britten flera omtagningar men BBC vägrade. Britten vann då hans kontrakt gav honom sista ordet. Han insåg också att inspelningen inte var den perfekta versionen, den sparade han för Covent Garden-operan.

## Personer
- Owen Wingrave (baryton)
- Spencer Coyle (basbaryton)
- Lechmere (tenor)
- Miss Wingrave (dramatisk sopran)
- Mrs Coyle (sopran)
- Mrs Julian (sopran)
- Kate Julian (mezzosopran)
- General Sir Philip Wingrave (tenor)
- Berättare (tenor)

## Handling

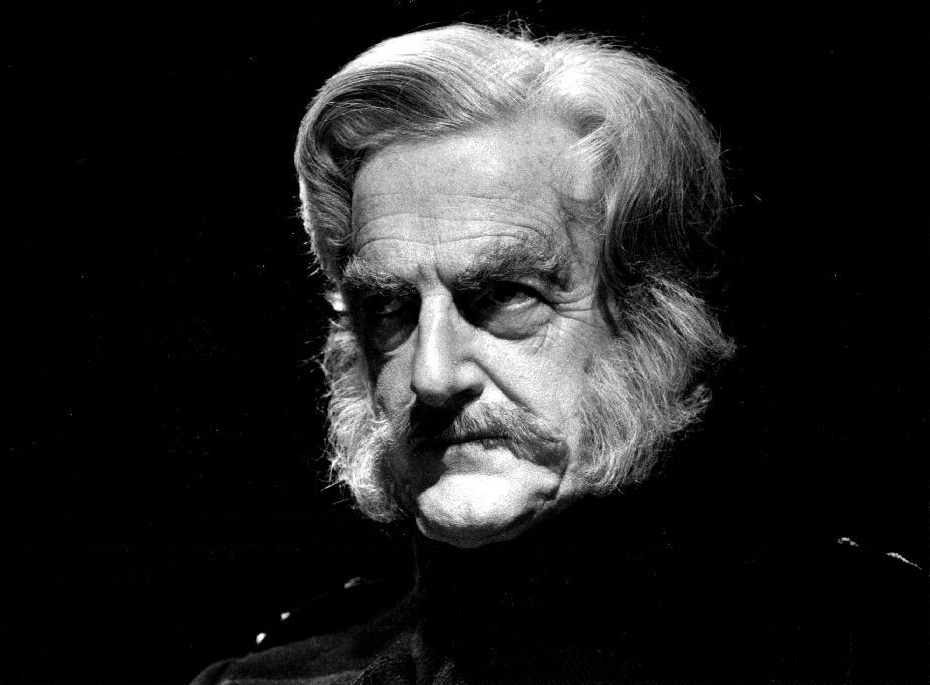
Peter Pears som Sir Philip Wingrave.

### Akt I
Owen Wingrave är det sista skottet på stammen i en gammal militärfamilj. Han skall gå i fädernas fotspår och har därför skickats till Spencer Coyles militärakademi i London, men medan hans kamrat Lechmere är entusiastisk inför utsikten att bli soldat är Owen mot alla former av krig. Coyle och hans hustru visar stor förståelse för ynglingens funderingar men Owens faster, gamla miss Wingrave är fast övertygad om att inget är så ärofyllt som döden på slagfältet. Hon kallar hem Owen till familjegodset Paramore för att tala förstånd med honom. 

### Akt II
På godset berättar Owen den gamla familjelegenden för Coyle om en pojke Wingrave som vägrade att gå i krig och blev ihjälslagen av sin egen far. Både fastern, Owens farfar, gamle general Wingrave och hans fästmö Kate, som är dotter till den hysteriska mrs Julian, hånar honom för vad de anser vara feghet, men Owen håller hårdnackat fast vid att han inte vill gå den militära banan. Till sist provocerar Kate honom att bevisa sitt mod genom att övernatta i det rum där den mördade pojkens gengångare håller till. Nästa morgon är han död, ett offer för familjetraditionen.